# Spider-Plant Man
Spider-Plant Man es una película de parodia a  Spider-Man, lanzada directa a DVD en 2005, y creada para Comic Relief. La Película cuenta con Rowan Atkinson cómo Peter Piper, Rachel Stevens cómo Jane Mary, y con Batman y Robin cómo antagonistas.

## Argumento
Peter Piper (Rowan Atkinson) es un fotógrafo, de plantas, durante un exposición de plantas exóticas Peter Piper es mordido por una Planta Araña, entonces Peter sale de la expo para ver que le sucedía, al siguiente día Peter despierta con superpoderes, cómo el lanzar Plantas arañas de las muñecas o trepar paredes, esa misma tarde, Peter encuentra a Jane Mary (Rachel Stevens) que está siendo atacada por un pandillero, entonces Peter decide ir a rescatarla y se hace llamar "Spider-Plant Man".
Varios días después Peter se encuentra con un nuevo villano, el villano resulta ser Batman (Jim Broadbent) quien le dice a Peter que ha secuestrado a Jane Mary y que estaba en Tower Bridge. 
Peter va a Tower Bridge para rescatar a Jane pero es emboscado por Batman. Después de una cómica pelea, Robin va a rescatar a Batman, y le dice que asesinará a Peter si le da el 50% de sus ganancias, pero Peter le ofrece el 60% por lo que Robin golpea a Batman y lo derriba de Tower Bridge. Finalmente se encuentra a Peter y a Jane en una playa.

## Personajes de las Parodias
- Rowan Atkinson cómo Peter Piper / Spider-Plant Man, El protagonista de la película.
- Rachel Stevens cómo Jane Mary.
- Jim Broadbent cómo Batman, El Antagonista de la película.
- Mackenzie Crook cómo Científico.
- Nick Frost cómo Científico.
- Simon Pegg cómo Frank Matters.
- Tony Robinson cómo Robin.